# Sisyrinchium arenarium
Sisyrinchium arenarium Poepp. – gatunek miecznicy należący do rodziny kosaćcowatych (Iridaceae Juss.). Występuje naturalnie w Ameryce Południowej.

## Rozmieszczenie geograficzne
Rośnie naturalnie w  Chile oraz Argentynie. 

## Morfologia
ŁodygaDorasta do 50 cm wysokości.
KwiatyPosiadają po 6 płatków o żółtej barwie.

## Biologia i ekologia
Bylina. Preferuje stanowiska dobrze nasłonecznione lub w półcieniu. Występuje na wysokości do 2000 m n.p.m.
Może rosnąć zarówno na obszarach wilgotnych, jak i suchych, gdzie susza może trwać nawet do 5 miesięcy. Występuje do 8 strefy mrozoodporności.

## Zmienność
W obrębie tego gatunku wyróżniono podgatunek:
- Sisyrinchium arenarium subsp. adenostemon (Phil.) Ravenna

## Zastosowanie
Gatunek bywa uprawiany jako roślina ozdobna.